# Вальделом
Вальделом (фр. Valdelaume) — муніципалітет у Франції, у регіоні Нова Аквітанія, департамент Де-Севр. Вальделом утворено 1 січня 2019 року шляхом злиття муніципалітетів Ардіє, Буен, Анк i П'юссе. Адміністративним центром муніципалітету є Анк.